# 菊樹站
菊樹站是广佛地铁的车站，位于中國广东省广州市荔湾区芳村芳村體育館西南面的地底，於2010年11月3日随广佛线首通段通车而啟用。

## 車站結構

### 車站樓層
本站共有兩層。地面為增南路及其它建築；地下一層為廣佛地鐵站廳；地下二層為廣佛地鐵站台層。
| 地下一层 | 站廳     | 售票機、客服中心、商店、警务室、安检设施 |  |  |
| 地下二层 | 2 站台   | █广佛线 新城東方向（下站：龙溪）         |  |  |
|          | 岛式站台 |                                          |  |  |
|          | 1 站台   | █广佛线 沥滘方向（下站：西塱）           |  |  |

### 站廳

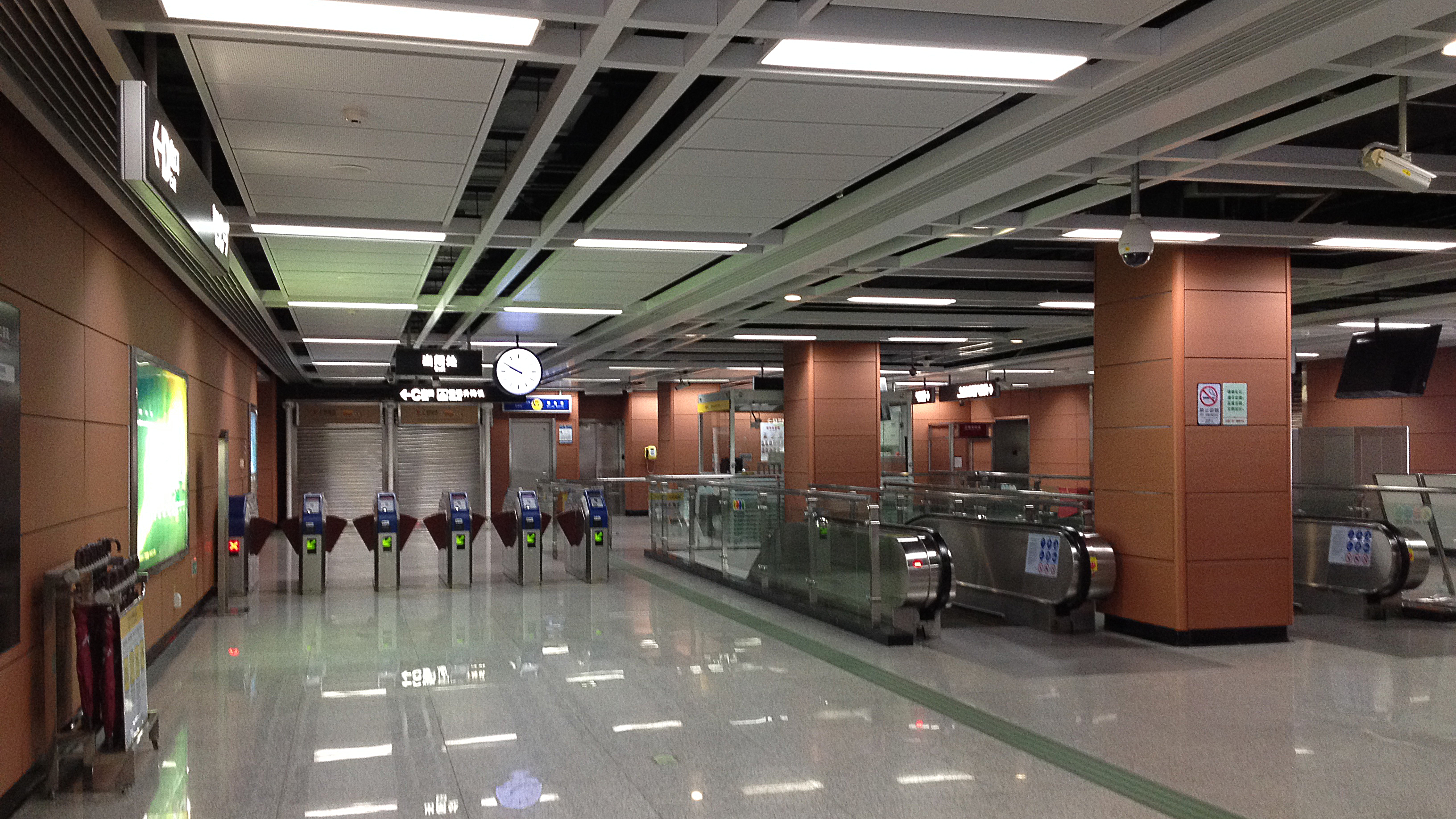
车站站厅

菊树站站厅中南侧被划分为收费区，周围被行人通道以及车站商店包围，站厅收费区内设有一台专用电梯、三條扶手电梯和一組楼梯供乘客前往车站月台。
本站现时没有商铺入驻，但设有自动照相机、自助售卡机/充值机等自助服务设施。

### 月台

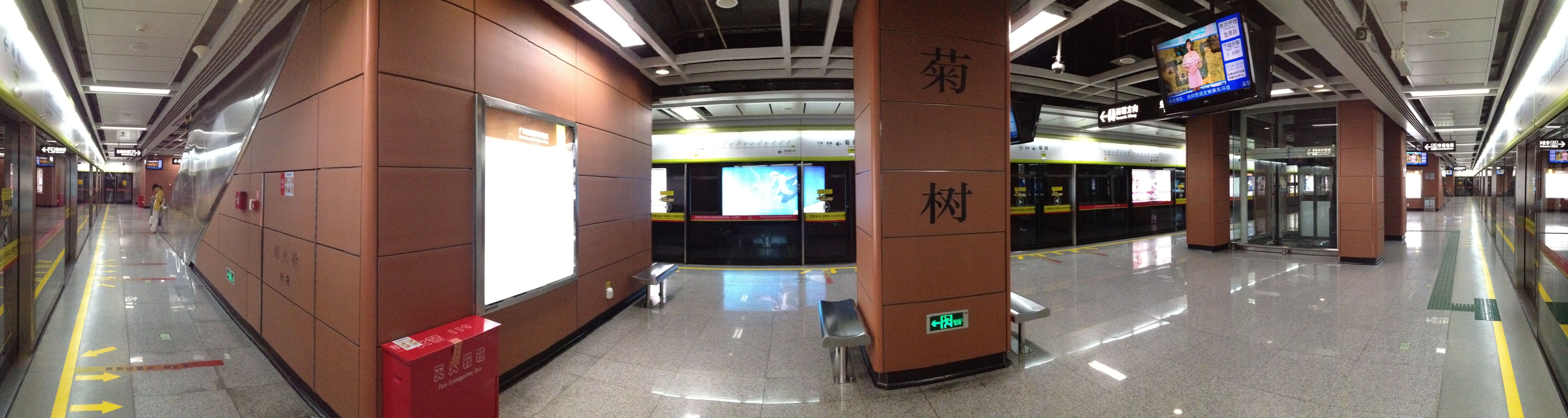
月台全景图（魁奇路方向）

本站設有一個島式月台，位於增南路左侧的地底。

### 出入口
菊树站目前共设有4个出入口供乘客进出，其中A、B出入口於2022年9月30日啟用。
|                                                     |                                                           |      |          |                                                                            |
| 編號                                                | 设施                                                      | 照片 | 出口指示 | 建議前往的目的地                                                           |
| A                                                   | 扶手电梯标志                                              |      | 高崗街   |                                                                            |
| B                                                   | 扶手电梯标志                                              |      | 高崗街   |                                                                            |
| C                                                   | 盲道标志 · 轮椅升降台标志 · 无障碍通道标志 · 扶手电梯标志 |      | 增南路   |                                                                            |
| D                                                   | 盲道标志                                                  |      | 增南路   | 广州中医药大学第三附属医院、洪石坊（地铁菊树站）公交车站、地铁菊树公交总站 |
| 註： 設有 \| 設有 \| 設有輪椅升降台 \| 設有扶手電梯 |                                                           |      |          |                                                                            |

## 接驳交通
| 编号 | 编号 | 线路                   | 线路 | 线路   | 收费 | 备注 |
| ---- | ---- | ---------------------- | ---- | ------ | ---- | ---- |
|      | 410  | 地铁菊树站             | ⇆    | 鹤洞   | 2元  |      |
|      | 452  | 龙溪大道（广中医三院） | ↺    | 海中村 | 2元  |      |

| 编号 | 编号 | 线路                   | 线路 | 线路                     | 收费 | 备注 |
| ---- | ---- | ---------------------- | ---- | ------------------------ | ---- | ---- |
|      | 962  | 龙溪大道（广中医三院） | ↻    | 坑口地铁站（芳村客运站） | 2元  |      |
|      | 996  | 水秀二路（隽泷湾）     | ↺    | 洪石坊（地铁菊树站）     | 2元  |      |

## 利用情况
本站周围目前被仓库、维修厂、教练场等包围，车站附近亦有部分村落，故目前主要客流以附近村落的人士为主，除上下班高峰期外客流稍有上升外，其余时间本站进出站的乘客不多，令本站显得十分冷清。

## 历史
2002年廣佛地鐵的走向初步確定，当时称为芳村体育馆站的菊树站確定為廣佛地鐵的其中一個中途站。2003年，本站命名为菊村站；为体现当地传统地名，2005年再更名为菊树站。
2010年10月28、29日，本站隨廣佛地鐵首通段全線開放給廣佛兩市的市民進行試乘；同年11月3日下午2時，本站隨廣佛地鐵开通而啟用。
2021年5-6月疫情期间，本站曾受防控措施影响，于5月29日所有出入口改为只出不进，6月2日21时起暂停服务，6月24日下午恢复运营。